# Zeichenkunde

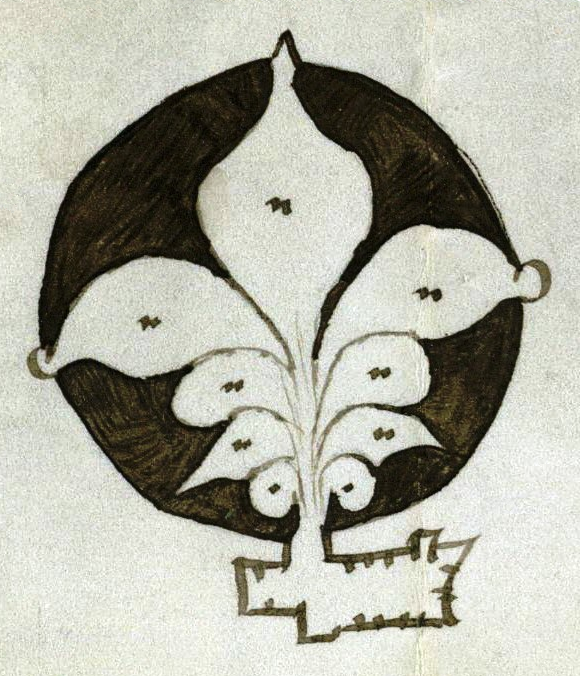
Notariatszeichen

Zeichenkunde ist ein überwiegend in der Literatur des 18. und 19. Jahrhunderts verwendeter Begriff für eine Wissenschaft vom geschriebenen oder gedruckten Zeichen, speziell von kirchlichen und diplomatischen Zeichen. Zeichenkunde war eine Hilfswissenschaft der Diplomatik (Urkundenwissenschaft). Synonym wurde der Begriff Semiotik verwendet, der damit aber nicht in seiner heutigen, umfassenderen Bedeutung verwendet wurde.

## Teildisziplinen
Laut Johann Christoph Gatterer (und ähnlich bei anderen Autoren) unterteilt sich die Zeichenkunde in:
- Chrismenlehre
- Notariatszeichen-Lehre
- Investiturzeichen-Lehre
- Kreuzzeichen-Lehre
- Monogrammen-Lehre
- Siegelkunde

## Zeichenkunde in der Medizin
Der Begriff Zeichenkunde, ebenfalls mit dem Synonym Semiotik, findet sich im 18. und 19. Jahrhundert auch als medizinischer Fachbegriff: Das Wort σημειοτικη (nämlich τεχνη) heißt und bedeutet Z e i ch e n k u n d e, d. h. die Darstellung und Kunde derjenigen äußerlichen, sinnlich wahrnehmbaren Merkmale, welche und als Zeichen, Kennzeichen gewisser sowohl körperlicher als geistiger Beschaffenheiten und Zustände dienen.

## „Signographie“ als „Lehre vom graphischen Zeichen“
Der Leipziger Typograph Andreas Stötzner schlug 2000 den Begriff Signographie (aus lat. signum „Zeichen“ und -graphie) in seinem präzisierten Konzept einer allgemein anwendbaren Zeichenkunde als Lehre vom graphischen Zeichen vor. Gegenstand dieser Lehre sind Anatomie und Entwicklung grafischer Formen und deren Verwendung als Sinnträger, als Zeichen (jeglicher Art und jedweden Anwendungsgebietes). Sie sei somit eine Teildisziplin der Semiotik (im heutigen Sinne), nämlich eine Semiotik des Grafischen, die von den originären Eigengesetzlichkeiten grafischer Formbildung ausgeht und diese auf alle Gebiete anwendet, die mit dem Medium des grafischen Zeichens kommunizieren. Aufgabe einer solchen Lehre sei es speziell auch, konstruktiv Konzepte für die Gestaltung und Anwendung von Zeichen aufzuzeigen; insoweit gehe sie über den Rahmen einer rein beschreibenden Semiotik hinaus. Basierend auf diesem Konzept wurde die Schriftenreihe SIGNA – Beiträge zur Signographie herausgegeben, von der 2000–2006 zehn Ausgaben und noch 2008 eine elfte Ausgabe erschienen. Die Ausgabe 9 mit dem Leitthema Das große Eszett stellte wesentliche Vorbereitungen zu den letztendlich erfolgreichen Anträgen des DIN zur Aufnahme des ẞ als Großbuchstaben in Unicode dar.